# Sainte-Croix (Drôme)
Sainte-Croix é uma comuna francesa na região administrativa de Auvérnia-Ródano-Alpes, no departamento de Drôme. Estende-se por uma área de 10,78 km². Em 2010 a comuna tinha 109 habitantes (densidade: 10,1 hab./km²).